# Граната (спортивный снаряд)
Спортивная грана́та — это спортивный снаряд для метания, имеющий форму боевой гранаты. 
Спортивные гранаты изготавливают либо из дерева, либо полностью из металла, либо из металла с деревянной ручкой, либо, а частично — из любого материала, заключённого в металлический чехол. Вес спортивного снаряда составляет 500 граммов для женщин и юношей среднего возраста и 700 граммов — для взрослых мужчин (по другим данным — её вес варьируется от 250 до 750 граммов, в зависимости от возрастной группы).
Метание гранаты осуществляется так же, как метание спортивного копья — с прямолинейного разбега, через плечо (в отличие от диска и молота, которые мечутся сбоку, и ядра, которое толкается от плеча). При этом начальный импульс метаемой гранате передаётся от мышц ног и туловища, а заключительный — плечевого пояса и руки. При этом бросок происходит рывковым движением из-за головы. 
Наиболее эффективным способом метания спортивной гранаты является следующий: её надлежит держать четырьмя пальцами за конец рукоятки, конец которой упирается в согнутый и прижатый к ладони мизинец; кисть должна быть расслаблена, а большой палец располагаться вдоль оси метаемого снаряда. При зажимании рукоятки гранаты в кулаке результаты обычно бывают хуже.
В России метание гранаты входит в программы физической подготовки общеобразовательных школ.